# Al Hawamid
Al Hawamid (en árabe: الحوامد‎) es una localidad de Libia, en el distrito de Nalut. 
La población, según estimación 2010, era de 4.978 habitantes.